# Bardigiano
Der Bardigiano ist ein Gebirgspferd aus dem nördlichen Apennin, das seinen Namen von der Stadt Bardi im oberen Ceno-Tal erhalten hat. 
Hintergrundinformationen zur Pferdebewertung und -zucht finden sich unter: Exterieur, Interieur und Pferdezucht.

## Exterieur
Der Bardigiano hat einen kleinen Kopf mit geradem Profil oder leichtem Hechtkopf, kleinen spitzen Ohren, weit auseinander liegenden Augen, großen Nüstern und dichtem Schopf auf einem kräftigen wohlgeformten Hals, der eine dichte oft beidseitige Mähne trägt. Die Schultern sind kurz und steil, die Brust breit und tief. Der flache Widerrist geht in einen kräftigen breiten und mittellangen Rücken über dem eine schön gewölbte, muskulöse und breite Kruppe mit tief angesetztem üppigem Schweif folgt. Die kurzen, kräftigen und trockenen Gliedmaßen stehen auf großen, sehr harten, schwarzen Hufen.
Die rassetypische Farbe des Bardigiano geht über die Farbe braun (baio), von hellem Braun (baio ordinario) bis fast schwarz (morello maltinto). Bevorzugt wird allerdings ein dunkles Braun (baio oscuro), sowohl bei Stuten als auch bei Hengsten.
Für die Eintragung in das Zuchtbuch ist bei Stuten ein Stockmaß von 135–147 cm zugelassen, das der Hengste muss 140–149 cm betragen.

## Interieur
Der Bardigiano gilt als freundliches und gutmütiges aber trotzdem lebhaftes Pferd. Wie für Gebirgspferde typisch ist auch der Bardigiano ausdauernd und unerschrocken, außerdem sehr gelehrig. 

## Zuchtgeschichte
Diese Gebirgspferde sind in Italien im nördlichen Apennin beheimatet. Ihren Namen haben sie nach der Stadt Bardi im oberen Ceno-Tal erhalten. In den Zeiten der Völkerwanderungen sollen Belgische Pferde nach Norditalien (Bardi) gekommen sein, die die Grundlage der Rasse bilden sollen. Vermutlich ist der Bardigiano auch mit dem Haflinger verwandt. Später wurde die Rasse durch Einkreuzung mit einem Araberhengst veredelt, die Nachkommen werden als Bardarab bezeichnet. Dieses Zuchtprogramm wurde mittlerweile beendet.
Während der beiden Weltkriege wurden die Bardigiani zur Maultierzucht eingesetzt und auch Haflingerhengste wurden eingekreuzt, so dass kaum noch reinrassige Fohlen geboren wurden.  Dadurch wurde der Bestand erheblich reduziert. Nach dem Zweiten Weltkrieg hat man vermehrt andere Pferderassen eingekreuzt. Das erwies sich als Fehler, denn die Rasse verlor ihr charakteristisches Aussehen und ihre Stärken. 1972 bildete sich daher ein Komitee zum Erhalt der Rasse und schaffte es  schließlich, den alten Typ wieder herauszuzüchten. Heute findet man die Bardigiani in dem Gebiet um Parma, in einem Teil der Toskana und in den Bergen der Region Emilia, Ligurien und Korsika. In Parma befindet sich auch die regionale Züchtervereinigung Associazione Provinciale Allevatori, die das 1977 gegründete Zuchtbuch verwaltet. 
Gegründet wurde das Zuchtbuch nach einem Erlass des damaligen Landwirtschaftsministers Senator Marcora, dessen Sohn heute Vorsitzender des Bardigiano-Zuchtverbands ist.
Während in Deutschland etwa 180 Bardigiani leben (Stand August 2013), sind in Italien nach dem Stand vom November 2004 rund 3300 Pferde der Rasse gelistet. Im italienischen Zuchtverband werden unter den etwa 650 Züchtern 1650 Stuten, 120 Hengste und 750 Ein- bis Zweijährige aufgeführt.